# Melamphaes parini
Melamphaes parini är en fiskart som beskrevs av Kotlyar, 1999. Melamphaes parini ingår i släktet Melamphaes och familjen Melamphaidae. Inga underarter finns listade i Catalogue of Life.